# 王子野戦病院
王子野戦病院（おうじやせんびょういん）は、1968年から1969年にかけて王子キャンプ（TOD第4地区）に存在したアメリカ陸軍の野外病院。

## 概要
第二次世界大戦後、東京都北区の東京兵器補給廠があった場所は、アメリカ陸軍が接収して王子キャンプが設置された。その中のTOD第4地区（現在の王子本町3丁目）にはアメリカ陸軍地図局が置かれていたが、1966年にハワイに移転。跡地にジョンソン基地（入間基地）にあった第七陸軍野戦病院を王子キャンプのTOD第4地区に移転する構想が浮上した。
病院への改装工事自体は1967年頃から始まった。病床規模は350-400ベット程度、最大1000程度であったとされる。1968年初頭にベトナム戦争（テト攻勢）が激化し、傷病者が日本の朝霞キャンプまで後送されるようになると、地域住民やベトナム戦争に反対する学生らの野戦病院の移転反対を表明。
1968年3月8日には、病院移転反対を訴える数百人の反代々木系学生（中核派、社学同、社青同、革マル派）らが別々に抗議活動を展開。一部はキャンプに突入を試みたほか、板橋駅前や王子駅前などで制止しようとする警官隊と衝突。その後は早稲田方面へ移動しながら、都電荒川線のバラストを剥がすなどして王子本町交差点付近で投石を繰り返すなど一帯が大混乱に陥った。さらに2日後の3月10日には、再び学生ら約2000人が結集してデモ行進が行われたが、こちらは平穏に進められた。
北区区長は、アメリカ軍に病院移転の有無を問い合わせたが移転計画は遅れるとの説明を受けたと区議会に説明。また、同月15日に移動を通告されていた第七陸軍野戦病院の日本人従業員の扱いも無期延期となるなど、一時、病院の移転は延期になるかと見られた。
しかしアメリカ軍は同年3月18日、突然、王子キャンプに「U.S. ARMY HOSPITAL CAMP OJI」の看板を掲げて病院の開所式を行うとともに移転作業を再開。アメリカ軍側はあえて「野戦病院」との呼称を避けたと見られた。
病院設置の翌1969年、アメリカ本国では「名誉ある（ベトナムからの）撤退」を模索していたリチャード・ニクソンがアメリカ合衆国大統領に就任。当年度中に数万人規模の陸上兵力削減に取り掛かった。これに伴い、王子病院の役割も見直しが進められて同年12月までに閉鎖された。
敷地は1970年代に返還された後、東京都北区立中央公園などに整備されている。